# Freigeist
Freigeist (eine Lehnübersetzung von franz. esprit libre) ist eine im 18. Jahrhundert vor allem in der deutschsprachigen Literatur und Publizistik verbreitete Bezeichnung für Vertreter einer Haltung, nach der das Denken nicht von den traditionellen Sitten oder von den durch die offizielle Religion oder Ideologien begründeten Moralnormen und Denkverboten beschränkt werden dürfe. Dies war insbesondere für Publizisten interessant, weil so die Freigeistigkeit im direkten Gegensatz zur Tätigkeit der staatlichen Zensurstellen stand. Der freigeistigen Position zufolge sollte die Praxis des unverbildeten Überlegens auch zu moralisch richtigem, mindestens aber zu klugem Handeln führen.
In dieser individualistischen und radikalen Begründungsforderung besteht eine Verwandtschaft zur Empfindsamkeit, aber auch die Rezeption britischer Empiristen und Ökonomen im deutschen Sprachraum (etwa Francis Hutcheson, David Hume oder Adam Smith) konnte als freigeistig gelten. In jedem Fall als Freigeist galten Vertreter eines offenen Agnostizismus oder Atheismus, denen so mitunter Amoralismus unterstellt wurde. Die Bezeichnung wurde zunächst abwertend verwendet und sollte vor allem Rücksichtslosigkeit gegenüber etablierten Sitten andeuten, sie avancierte jedoch im Laufe des 19. Jahrhunderts durch den Aufstieg des Bildungsbürgertums zum Ehrentitel kritischer Publizisten. Die Freigeistigkeit unterscheidet sich dabei im deutschen Sprachgebrauch deutlich von der Libertinage. Libertinage  konnotiert kaum die unabhängige und individualistische Intellektualität, sondern vorrangig sexuelle Freiheit und/oder die ungehemmte Verwirklichung von Begierden auf Kosten des eigenen Egos und/oder Dritter.
Als eine klassisch-freigeistige Schrift gelten die 1804 erschienenen Nachtwachen des Bonaventura, die vermutlich von Ernst August Friedrich Klingemann stammen. Heute wird der Begriff Freigeist synonym zu Freidenker gebraucht, auch wenn sich deren historische Konnotationen unterscheiden.

## Das literarische Bild der Freigeistigkeit

### Freigeistigkeit als Trotz gegen die Religionen
1747 verspottet der Dichter Christian Fürchtegott Gellert einen Freigeist als jemanden, der sich zeitlebens gegen die Religion wendet und im Sterben doch wieder fromm wird.
Gotthold Ephraim Lessings Lustspiel Der Freigeist (1749) zeigt einen etwas lächerlichen Prinzipienreiter, der sich in seiner Sturheit nicht zu seiner Liebe bekennt, aber sich am Ende mit seinem scheinbaren Konkurrenten, einem jungen Geistlichen, durch dessen Initiative doch versöhnt.

### Freigeistigkeit als Amoralität
Knapp 10 Jahre später gewann Joachim Wilhelm von Brawe mit seinem Trauerspiel Der Freigeist 1758 einen literarischen Wettbewerb. In dem Stück begehrt der Freigeist Henley die Miss Granville, die jedoch Clerdon liebt. Aus Neid auf den tugendhaften und erfolgreichen Clerdon spinnt Henley eine Intrige, die dazu führt, dass Clerdon den Bruder der Granville tötet, woraufhin Clerdon schließlich Henley und sich selbst erdolcht.
In seiner Schrift Was heißt: Sich im Denken orientieren bezeichnet Immanuel Kant 1786 die Freigeisterei als „den Grundsatz, gar keine Pflicht mehr zu erkennen“. Da die Ethik Kants auf der freiwilligen Selbstverpflichtung beruht, warnt er also vor der Freigeisterei: „Und so zerstört Freiheit im Denken, wenn sie sogar unabhängig von Gesetzen der Vernunft verfahren will, endlich sich selbst.“

### Asiatische Vorbilder?
Der Blick nach Ostasien war für die europäischen Gesellschaften seit der Frühaufklärung relevant, da hier philosophische Systeme und wohlgeordnete Gemeinwesen vorgefunden wurden, die zuvor anscheinend keinerlei Kontakt mit der christlichen Offenbarung gehabt hatten. Diese war also doch keine notwendige Bedingung des guten und richtigen Lebens. Genauere Berichte und Übersetzungen klassischer ostasiatischer Texte, etwa des Buddhismus oder des Daoismus, verbreiteten sich erst im Laufe des 19. Jahrhunderts im deutschen Sprachraum.
Freigeistiges Denken wurde in die überlieferten Spruchweisheiten des Buddha und dem Tao Te King des Lao Tse hineingelesen, und Gründerfiguren eines willensvereinenden Denkens wie Lao Tse und Buddha erschienen vor allem den Freigeistern selbst mehr und mehr als ihre historischen Vorbilder.

### Rezeption der Freigeister bei Nietzsche
Ein offen antichristlicher und freigeistiger Ansatz wird in seinen nachgelassenen Schriften von Friedrich Nietzsche gepriesen. 
In Also sprach Zarathustra wird in der Titelfigur Zarathustra ein idealer Freigeist beschrieben, der aus dem Blickwinkel eines befreiten Geistes heraus die Welt und die Menschen betrachtet und dabei durchaus nicht rechthaberisch ist, sondern seine Freigeistigkeit auch als Verlust von Integration und Gewissheit empfindet. Für Nietzsche ist trotz dieser Unannehmlichkeit die Freigeistigkeit nicht nur nicht amoralisch, sondern selbst moralisches Gebot.
Im tieferen Sinne ist aber der Freigeist bei Nietzsche jemand, der sein Denken von verzerrenden Einflüssen befreit hat. Diese Verzerrungen sind vor allem die sozial verankerte Religion und die Moral. Der geschichtliche Mensch (als Mensch, der Teil der Menschheit ist) ist eingepflanzt in die Menschheitswelt, die nur das „moralisch verbrämte“ Abbild der „wahren“ Welt ist. Auch die Ehe schade dem Freigeist (Menschliches, Allzumenschliches). Der Freigeist, der auf der Suche nach der einen, der einzigen Wahrheit ist, also der tieferen Wahrheit, wird sich dieser Wahrheitsverfälschungen gewahr und versucht, sein Denken davon freizumachen.
Der Freigeist ist, wie Nietzsche sagt, eine Sorte Mensch, die nur von ihresgleichen erkannt werden kann und von den Zeitgenossen missverstanden oder sogar verachtet wird. Die gewöhnliche Welt würde einen solchen Freigeist als „Weisen“ bezeichnen, aber nicht als gewöhnlichen Weisen, weil die gewöhnliche Weisheit mit Erfahrung gleichgesetzt wird.

### Gegenwart
In der 1997 von Éric-Emmanuel Schmitt geschriebenen Komödie Le Libertin (Der Freigeist) – verfilmt im Jahr 2000 – stolpert der französische Philosoph Denis Diderot, während er am Artikel Moral für seine Encyclopédie schreibt, ständig über seine eigenen moralischen Verfehlungen zwischen Seitensprüngen und Ehekrach. Mit dem Wunsch, Moral nicht nur als sittliche Konvention, sondern als Gerechtigkeitsnorm zu definieren, die sein eigenes Verhalten deckt, gerät er mehr und mehr in Definitionsschwierigkeiten.